# 革命工人党 (斯里兰卡)
革命工人党（英語：Revolutionary Workers Party，缩写为RWP）是斯里兰卡的一个托洛茨基主义政党。该党成立于1968年，分裂自兰卡平等社会党（革命者）。该党成立时取名为革命平等社会党，1973年改用现名。该党的意识形态是共产主义、马克思主义、托洛茨基主义。该党的创始书记是Edmund Samarakkoddy，他于1992年去世。目前，该党仍开展着少量活动。